# Компьютерная томография грудной клетки
КТ грудной клетки - Спиральная компьютерная томография грудной клетки представляет собой современное высокоинформативное диагностическое исследование, применяемое в терапии и хирургии. 
КТ грудной клетки часто назначается для уточнения и подтверждения диагноза, особенно в тяжелых и спорных случаях, уточнения объёма и характера травматического поражения, динамического наблюдения в процессе лечения, уточнения тактики и особенностей лечения. Исследование позволяет визуализировать с высокой точностью разрешения все костные, хрящевые, паренхиматозные и соединительнотканные образования грудной клетки, осмотреть полости и их наполнение, сосуды, лимфатическую систему, молочные железы у женщин. В 40% случаев КТ позволяет получить информацию, которая обычным рентгенологическим методам не доступна.

## Общие сведения
Компьютерная томография грудной клетки диагностирует наличие заболеваний на ранних стадиях, что имеет большое значение в интенсивной терапии или онкологии, которые требует незамедлительного вмешательства. Помимо этого, исследование распознает следующие патологии:
- Патологии строения внутренних органов в обследуемой области;
- Патологические изменения сосудов;
- Поражение лимфатических узлов (лимфогранулематоз, лимфаденопатия);
- Повреждения костей (трещина, перелом);
- Грыжи;
- Воспалительный процесс;
- Новообразования;
- Онкология;
- Паралич;
- Результаты травмы грудной полости;
- Нарушения работоспособности сердца.

## Показания к назначению
Направление на прохождения обследования выдает лечащий врач после предварительного осмотра пациента с целью подтверждения или опровержения ранее поставленного диагноза. До выдачи назначения врач обязан предварительно ознакомиться с анамнезом. Показаниями к назначению исследования служат следующие симптомы:
- Боль в грудной клетке;
- Одышка и проблемы с дыханием;
- Длительный кашель;
- Наличие опухоли;
- Инфекция;
- Повреждения органов грудной клетки или костной структуры;
- Воспалительный процесс;
- Туберкулез;
- Предоперационный осмотр;
- Послеоперационный контроль;
- Болевые ощущения при движении;
- Пневмония;
- Спайка в плевре;
- Поражение лимфатических узлов;
- Киста в органах грудной клетки;
- Тромб.

## Противопоказания
Диагностика органов грудной клетки при помощи компьютерной томографии проводится с использованием рентгеновских лучей, что является причиной следующих противопоказания:
- Беременность. Доза облучения, которую получает пациент, оказывает отрицательное воздействие на беременной женщине и на развитии её плода;
- Ожирение. Компьютерные томографы имеют определённые условия пользования ими. Одним из условий является вес пациента. Он не должен быть больше 160 кг, в ином случае диагностика провести не удастся;
- Аллергия на йод, если диагностика проводится с контрастным усилением. Контрастирование включает в себя огромное количество йодсодержащих веществ;
- Сахарный диабет, патологии почек и щитовидной железы. При наличии данных недугов из тела человека жидкость, в том числе и контрастное вещество, медленнее покидает организм. При долгом наличии контрастирования в теле может возникнуть отравление или другие неприятные последствия;
- Клаустрофобия. Больным с данным заболеванием проходить исследование нужно только на томографах открытого типа;
- Лактация. При лактации женщинам запрещено кормить ребёнка, если диагностика проводилось с контрастным усилением, так как оно попадет в тело ребёнка и станет фактором возможных негативных последствий. За неделю контрастирование покинет организм естественным путем;
- Возрастное ограничение. Маленьким детям до 12 лет не рекомендуется прохождение диагностики без серьёзных на то причин.

Компьютерная томография абсолютно безопасна при соблюдении правила: проходить её можно не более 2-х раз в 4 сезона, так как 2 процедуры не превышают допустимую норму облучения за указанный период. За редким исключением, направление на обследование выдают чаще.

## Подготовка
КТ грудной клетки не требует подготовки, если она будет проводиться без контрастного усиления. В ином случае, пациенту стоит воздержаться от употребления пищи, воды и напитков за 6-8 часов до диагностики, так как рекомендуется её проходить натощак. При несоблюдении этого условия, у пациента возникнет тошнотворное состояние и головокружение.
Перед посещением диагностического центра пациенту нужно надеть одежду, которая не содержит металла. Если такой одежды нет, то заблаговременно необходимо сообщить об этом персоналу диагностического центра, которые подготовят одноразовый медицинский халат.
Перед посещением процедурного кабинета нужно оставить все металлсодержащие аксессуары за его пределами, так как металл влияет на качество снимков (они получатся смазанными).

### Контраст
В некоторых случаях необходимо введением контрастного вещества. Состоит оно из йодсодержащих веществ и вводится внутривенно в локтевую область 2 способами:
- Непосредственно перед началом исследования;
- Непрерывно в процессе диагностики.

Применяют контрастное усиление для улучшения качества снимков и лучшей визуализации. По мере своего движения, он окрашивает вены в свой цвет и в конечном итоге скапливается в патологических мягких тканях, за счет чего патология хорошо видна на снимках.

## Альтернативные методы исследования (МРТ, рентген, флюорография)
К альтернативным методам диагностики относятся магнитно резонансная томография, рентген и флюорография.